# Live 2184
Live 2184 è il sesto album dal vivo del cantautore italiano Jovanotti, pubblicato il 27 novembre 2015 dalla Universal Music Group.

## Il disco
Pubblicato per il solo download digitale, contiene l'intero concerto tenuto da Jovanotti il 26 giugno 2015 presso lo Stadio Giuseppe Meazza di Milano durante il tour Lorenzo negli stadi.
La versione fisica dell'album è stata resa disponibile all'interno del cofanetto Lorenzo 2015 CC. - Live 2184, anch'esso pubblicato il 27 novembre 2015.

## Tracce
1. Penso positivo – 7:07
2. Tutto acceso – 4:30
3. Attaccami la spina – 2:11
4. L'alba – 4:24
5. Una scintilla – 2:23
6. Sabato – 4:52
7. Il più grande spettacolo dopo il Big Bang – 4:25
8. Bella – 4:26
9. Stella cometa – 6:27
10. Ora – 4:03
11. Fango – 4:42
12. Il mondo è tuo (stasera) – 6:10
13. Non m'annoio/Falla girare/(Tanto)³/Muoviti muoviti – 4:36
14. L'ombelico del mondo – 4:37
15. Musica – 5:13
16. L'estate addosso – 5:12
17. Estate – 5:22
18. Le tasche piene di sassi – 5:00
19. L'astronauta – 4:03
20. Serenata rap – 5:16
21. Come musica – 3:54
22. Tutto l'amore che ho – 4:04
23. La notte dei desideri – 2:57
24. Tensione evolutiva – 4:09
25. Mezzogiorno – 5:21
26. Ragazzo fortunato – 4:58
27. A te – 4:25
28. Gli immortali – 4:07
29. Ti porto via con me – 8:03

## Formazione
- Jovanotti – voce
- Riccardo Onori – chitarra, ukulele
- Danny Bronzini – chitarra, mandolino
- Saturnino – basso, batteria
- Franco Santarnecchi – pianoforte, tastiera, organo Hammond, rhodes, batteria
- Christian "Noochie" Rigano – tastiera, sintetizzatore, sequencer, programmazione
- Gareth Brown – batteria
- Leonardo Di Angilla – percussioni, batteria
- Antonello Del Sordo – tromba
- Federico Pierantoni – trombone
- Mattia Dalla Pozza – sassofono
- Glauco Benedetti – tuba